# Gang Mills
Gang Mills és una concentració de població designada pel cens dels Estats Units a l'estat de Nova York. Segons el cens del 2000 tenia 3.304 habitants.

## Demografia
Segons el cens del 2000, Gang Mills tenia 3.304 habitants, 1.279 habitatges, i 868 famílies. La densitat de població era de 195,4 habitants per km².
Dels 1.279 habitatges en un 37,9% hi vivien nens de menys de 18 anys, en un 55% hi vivien parelles casades, en un 9,9% dones solteres, i en un 32,1% no eren unitats familiars. En el 28,9% dels habitatges hi vivien persones soles el 13,1% de les quals corresponia a persones de 65 anys o més que vivien soles. El nombre mitjà de persones vivint en cada habitatge era de 2,48 i el nombre mitjà de persones que vivien en cada família era de 3,08.
Per edats la població es repartia de la següent manera: un 27,7% tenia menys de 18 anys, un 5,8% entre 18 i 24, un 28,8% entre 25 i 44, un 21,9% de 45 a 60 i un 15,7% 65 anys o més.
L'edat mediana era de 38 anys. Per cada 100 dones de 18 o més anys hi havia 85,5 homes.
La renda mediana per habitatge era de 51.473 $ i la renda mediana per família de 68.611 $. Els homes tenien una renda mediana de 54.922 $ mentre que les dones 30.174 $. La renda per capita de la població era de 31.209 $. Entorn del 6,8% de les famílies i el 8,3% de la població estaven per davall del llindar de pobresa.